# اکسل بردریک کرونستد
اکسل بردریک کرونستد (انگلیسی: Axel Fredrik Cronstedt؛ زاده ۲۳ دسامبر ۱۷۲۲ درگذشته ۱۹ اوت ۱۷۶۵) یک دانشمند در زمینه شیمی و کانی‌شناسی اهل سوئد بود.